# Johannes Heß
Johannes Heß (* 6. April 1922 in Reichenbach im Vogtland; † 31. Mai 1975 in Friesen) war ein deutscher Maler und Grafiker im Vogtland.

## Leben und Werk
Heß absolvierte von 1936 bis 1938 in Reichenbach eine Lehre zum Mustermacher in der Lithographischen Druckanstalt Carl Werner. 1942 wurde er zum Arbeitsdienst verpflichtet. Anschließend nahm er als Soldat der Wehrmacht am Zweiten Weltkrieg teil und war bis 1946 in Kriegsgefangenschaft. Danach arbeitete er freischaffend als Maler, Graphiker und Plakatmaler für den Lichtspielbetrieb Reichenbach. Daneben machte er in Abendkursen an der Akademie für graphische Künste und Buchgewerbe Leipzig eine Ausbildung zum Graphiker. Als Maler blieb er Autodidakt. Er arbeitete dann freischaffend als Maler und Graphiker, Holzschnitzer und Kunstgewerbler in seinem Holzgartenhaus in Friesen. Außerdem leitete er viele Jahre einen Malzirkel im VEB Feintuch- und Kleiderstoffwerke Reichenbach.
Heß malte vor allem vogtländische Landschaften, Reichenbacher Motive und Städte- und Tierbilder. 1967 schuf er u. a. als Auftragswerk im Stil des sozialistischen Realismus ein Bild Lenins (Öl auf Sperrholz, ca. 98 × 110 cm).
Heß war ab 1952 Mitglied des Verbands Bildender Künstler der DDR. Er hat regionale Bedeutung für das Vogtland. Bilder befinden sich u. a. im Neuberin-Museum Reichenbach.

## Ausstellungen (unvollständig)
- 1948: Zwickau, Städtisches Museum („Schau der Jüngsten. Maler, Graphiker, Bildhauer“)
- 1974: Karl-Marx-Stadt, Bezirkskunstausstellung
- postum 1984/85: Karl-Marx-Stadt,  Städtisches Museum am Theaterplatz ("Retrospektive 1945–1984. Bildende Kunst im Bezirk Karl-Marx-Stadt")